# Atletiek op de Paralympische Zomerspelen 2024 - 200 m mannen T35
De 200 meter voor mannen klasse T35 op de Paralympische Zomerspelen 2024 vond plaats op 2 september in het Stade de France. Deze klasse is voor atleten met cerebrale parese die voldoende kunnen functioneren om te rennen, maar een slecht evenwichtsgevoel hebben. De winnaar van 2020 was Dmitrii Safronov. Hij werd in 2024 opgevolgd door Igor Tsvetov uit Oerkraïne, Artem Kalashian behaalde het zilver en zijn landgenoot Dmitrii Safronov won de bronzen medaille.

## Records
Voorafgaand aan het toernooi waren dit de wereldrecords en Paralympische records.
| Wereldrecord        | Russische ploeg Dmitrii Safronov | 23.00 | Tokio | 4 september 2021 |
| Paralympisch record | Russische ploeg Dmitrii Safronov | 23.00 | Tokio | 4 september 2021 |

## Finale
| Rang   | Baan | Naam                | Naam | Tijd  | Bijz. |
| ------ | ---- | ------------------- | ---- | ----- | ----- |
| Goud   | 7    | Igor Tsvetov        | UKR  | 23.19 | SB    |
| Zilver | 6    | Dmitrii Safronov    | NPA  | 23.78 |       |
| Brons  | 4    | Artem Kalashian     | NPA  | 23.88 |       |
| 4      | 9    | Henrique Nascimento | BRA  | 24.14 |       |
| 5      | 2    | Ivan Tetiukhin      | UKR  | 24.87 | PB    |
| 6      | 5    | Maximiliano Villa   | ARG  | 25.10 |       |
| 7      | 3    | Hernan Barreto      | ARG  | 25.53 | SB    |
| 8      | 8    | David Dzhatiev      | NPA  | 26.02 |       |
| 9      | 1    | Fabio Bordignon     | BRA  | 29.71 | SB    |